# 스티브 해리스 (배우)
스티브 해리스(Steve Harris, 1965년 12월 3일 ~ )는 미국의 배우이다.

## 출연 작품
- 마이너리티 리포트
- 스컬스